# Tour de France 2011/2. Etappe
Die 2. Etappe der Tour de France 2011 am 3. Juli war ein Mannschaftszeitfahren über 23 km, das rund um Les Essarts führte. Es gab zwei Zwischenzeitnahmen bei Kilometer 9 und 16,5. Alle 198 gemeldeten Fahrer gingen an den Start.

## Rennverlauf
Das Team von Alberto Contador, Saxo Bank SunGard aus Dänemark, startete wegen seines Missgeschicks vom Vortag als letztplatzierte Mannschaft zuerst. Es erreichte ein Stundenmittel von 54,6 km/h, das alsbald vom Rabobank Cycling Team mit 55,2 km/h überboten wurde. Dann zeigte sich die Dominanz der US-Teams, als das Team Garmin-Cervélo um Thor Hushovd mit 55,6 km/h eine neue Spitzenzeit erreichte, die fortan nicht mehr unterboten werden sollte. Dies ergab einen Vorsprung von 28 Sekunden auf Contadors Team. Hushovd konnte damit vor seinem Teamkollegen David Millar das Gelbe Trikot eroberten. Dahinter reihten sich das BMC Racing Team um Cadel Evans, das britische Sky ProCycling Team mit Bradley Wiggins und das luxemburgische Team Leopard Trek um Andy Schleck mit jeweils vier Sekunden Rückstand ein. HTC-Highroad mit Tony Marin verlor fünf Sekunden und das Team RadioShack mit Andreas Klöden zehn Sekunden.

## Zwischenzeiten
| Boulogne Zwischenzeit 1 nach 9 km auf 71 m |                        |                        |            |
| 1.                                         | Vereinigtes Konigreich | Sky ProCycling         | 9:02 min   |
| 2.                                         | Vereinigte Staaten     | Team Garmin-Cervélo    | + 0:01 min |
| 3.                                         | Vereinigte Staaten     | BMC Racing Team        | + 0:02 min |
| 4.                                         | Luxemburg              | Leopard Trek           | + 0:07 min |
| 5.                                         | Kasachstan             | Pro Team Astana        | + 0:07 min |
| 6.                                         | Niederlande            | Rabobank Cycling Team  | + 0:08 min |
| 7.                                         | Vereinigte Staaten     | Team RadioShack        | + 0:09 min |
| 8.                                         | Vereinigte Staaten     | HTC-Highroad           | + 0:09 min |
| 9.                                         | Danemark               | Saxo Bank SunGard      | + 0:11 min |
| 10.                                        | Belgien                | Quickstep Cycling Team | + 0:16 min |

| La Merlatière Zwischenzeit 2 nach 16,5 km auf 76 m |                        |                       |            |
| 1.                                                 | Vereinigte Staaten     | Team Garmin-Cervélo   | 16:45 min  |
| 2.                                                 | Vereinigtes Konigreich | Sky ProCycling        | + 0:04 min |
| 3.                                                 | Vereinigte Staaten     | BMC Racing Team       | + 0:06 min |
| 4.                                                 | Luxemburg              | Leopard Trek          | + 0:08 min |
| 5.                                                 | Niederlande            | Rabobank Cycling Team | + 0:13 min |
| 6.                                                 | Vereinigte Staaten     | HTC-Highroad          | + 0:14 min |
| 7.                                                 | Vereinigte Staaten     | Team RadioShack       | + 0:15 min |
| 8.                                                 | Danemark               | Saxo Bank SunGard     | + 0:16 min |
| 9.                                                 | Kasachstan             | Pro Team Astana       | + 0:19 min |
| 10.                                                | Frankreich             | FDJ                   | + 0:30 min |